# Ahmed Oudjani
Ahmed Oudjani est un footballeur international algérien qui réalise l'essentiel de sa carrière au RC Lens. Redoutable attaquant, il termine meilleur buteur du Championnat de France en 1964 (30 buts). Son fils Chérif Oudjani a également été footballeur professionnel.
Il compte cinq sélections en équipe nationale.
Ahmed Oudjani demeure le meilleur buteur du RC Lens.

## Biographie
Ahmed Oudjani marque fortement l'histoire du Racing Club de Lens. Arrivé au club de football de Lens lors de la saison 1957-1958 (15 buts) en provenance de l'US Vendôme où il est meilleur buteur du groupe Ouest de CFA, cet international algérien devient rapidement le meilleur buteur lensois lors de la saison 1959-1960 (16 buts). Sa carrière est pourtant stoppée par la guerre d'Algérie et il rejoint la sélection du FLN.  
Cependant, il revient lors de la saison 1962-1963, en inscrivant 17 buts. Puis en 1963-1964, l'attaquant termine même meilleur buteur de première Division avec 30 buts, marquant notamment 6 buts contre le Racing de Paris le 8 décembre 1963, lors d'une mémorable victoire de Lens 10-2. Il reste joueur du Racing jusqu'en 1966. 
Ahmed Oudjani évolue ensuite au Racing Club de Paris, à Sedan et Caen. Il retourne par la suite dans son pays natal, où il est entraîneur-joueur à la JSM Béjaïa.
Ahmed Oudjani est sélectionné quinze fois en équipe d'Algérie. Il remporte avec Lens trois fois la Coupe Charles Drago (1959, 1960 & 1965). Il termine sa carrière dans le staff lensois à partir de 1974, notamment en supervisant les adversaires des Sang et Or à l'extérieur et en entraînant les équipes de jeunes. 
Ahmed Oudjani meurt dans la nuit du 14 au 15 janvier 1998 à l'âge de 60 ans, des suites d'un arrêt cardiaque.
En 2022, le magazine So Foot le classe dans le top 1000 des meilleurs joueurs du championnat de France, à la 143e place.

## Palmarès

### En club
- Vainqueur de la Coupe Charles Drago en 1959, en 1960 et en 1965 avec le RC Lens
- Vainqueur de la Coupe de l’Amitié en 1962 avec le RC Lens

### En équipe d'Algérie
- 5 sélections et 1 but entre 1963 et 1965

### Distinctions individuelles
- Meilleur buteur du championnat de France en 1964 avec (17 buts)
- Meilleur buteur de l'histoire du RC Lens avec 118 buts.

## Source
- Marc Barreaud, Dictionnaire des footballeurs étrangers du championnat professionnel français (1932-1997), l'Harmattan, 1997.